# Acció de Dulantzi
L'acció de Dulantzi fou una de les batalles de la primera guerra carlina.

## Antecedents
La rebel·lió va esclatar després de la convocatòria de les Corts el 20 de juny de 1833 quan el pretendent don Carles, refugiat a Portugal es va negar a jurar lleialtat a Maria Cristina de Borbó-Dues Sicílies i l'1 d'octubre, recolzat per Miquel I de Portugal va reclamar el seu dret al tron. La revolta no va tenir el suport de l'exèrcit i la guerra començà el 6 d'octubre quan el general Santos Ladron de Cegama va prendre Logronyo, passant a Navarra per unir-se amb els revoltats, sent capturat en la batalla de Los Arcos i afusellat als pocs dies. A Catalunya, la rebel·lió de Josep Galceran a Prats de Lluçanès el 5 d'octubre va ser sufocada pel capità general Llauder.
La presència carlina quedà afeblida amb la campanya del liberal Pedro Sarsfield i Tomás de Zumalacárregui va assumir la direcció dels contingents navarresos el 15 de novembre, i dels bascos tres setmanes després, reactivant la rebel·lió al nord, organitzant l'exèrcit carlí. El 27 de gener de 1834 Zumalacárregui va capturar la Real Fábrica de Armas de Orbaiceta amb les armes preses va fer diversos atacs, provocant la substitució del general Valdés per Vicente Genaro de Quesada, qui va començar les represalies.
L'exèrcit liberal de José Ramón Rodil va tractar de destruir l'exèrcit de Zumalacárregui i arrestar Carles Maria Isidre de Borbó però després d'una desastrosa campanya es va veure obligat a renunciar al comandament per Manuel Lorenzo. Les tropes isabelines de Navarra no van ser capaces de contenir l'exèrcit de Zumalacárregui, qui es va acostar a l'Ebre amb la intenció d'atacar Ezcaray, amb importants fàbriques roba de cotó, que serviria per crear uniformes d'hivern per les seves tropes, i els seus exploradors van saber que un comboi d'armes aniria de Burgos a Logronyo pel camí real.

## Batalla
El 21 d'octubre va creuar l'Ebre amb quatre batallons i tres esquadrons, però el convoi ja havia passat, i en perseguir-lo, a Cenicero fou retingut per la milícia, havent d'envoltar la vila i trobant el carregament ja arribant a Logronyo, i Manuel O'Doyle va rebre l'ordre de sortir a interceptar-lo des d'Àlaba, arribant a Peñacerrada el día 22 por la tarde, però els carlins havien creuat l'Ebre, i els liberals el 24 arriben a Dulantzi, on reben l'ordre de dispersar la divisió entre diferents posicions, per sortir l'endemà a la captura de Dom Carles, que es trobava a Oñate, fet que va conèixer Tomás de Zumalacárregui, que va atacar Salvatierra per cridar l'atenció d'O'Doyle mentre preparava una emboscada als boscos propers a Dulantzi, i l'avantguarda liberal fou trencada pels Guies de Navarra i en arribar la resta de la tropa, foren posats en fuga pel gruix dels carlins que sortiren del bosc.

## Conseqüències
Els isabelins perderen dos mil homes, dels quals molts acabarien en les files carlines, incloses les dues peces d'artilleria liberal, i la resta de les tropes isabelines, en saber de la destrucció de la columna a Dulantzi, van retornar a Vitoria, tret d'un grup comandat per Joaquín de Osma que es va dirigir a Etxabarri, on foren derrotats. Manuel O'Doyle, que fou capturat en combat, fou afusellat l'endemà.